# Mbrondong
Mbrondong (ou Mbraodong, Mbrodong, Mbrodon) est une localité du Cameroun située dans le département du Mayo-Kani et la Région de l'Extrême-Nord. Elle fait partie de l'arrondissement de Taibong.

## Géographie
La localité doit son nom au mayo Mbraodong, un cours d'eau qui sert de limite naturelle entre le Cameroun et le Tchad.

## Population
En 1969, la localité comptait 903 habitants, principalement des Peuls et des Toupouri. Lors du recensement de 2005, 5 045 personnes y ont été dénombrées.